# Niels Lindberg
Niels Lindberg Theodor Hansen (26. juli 1886 i Dræby, Munkebo Sogn – 25. august 1974 i Nørre Broby) var en dansk maler.
Lindberg var udlært malersvend og selvlært som kunstmaler igennem studier af naturen og andre kunstneres værker. Han overtog i 1912 en malerforretning i Nr. Broby, som han overdrog til en søn i 1939, og fra midten af 1940'erne kunne Niels Lindberg så hellige sig sin kunst. Niels Lindberg har efterladt sig en stor produktion.
Niels Lindberg var i sine malerier og akvareller nært beslægtet med Fynboerne, navnlig Peter Hansen. I modsætning til denne var det dog mere motivet end det rent maleriske, der optog ham. En snert af socialrealisme kunne snige sig ind. I sine altertavler lagde han sig ret tæt op ad Joakim Skovgaards bibelske skildringer.
Niels Lindberg udstillede på Charlottenborg 1926-35, Den fynske Forårsudstilling fra 1930, i Kunstnerforeningen af 18. November med flere og havde desuden adskillige separatudstillinger. 
Lindberg er repræsenteret på Fyns Kunstmuseum, Johannes Larsen Museet og Arbejdermuseet, samt med en fresko på Odense Rådhus og altertavler i flere fynske kirker.

## Hæder
- 1930 rejselegat fra Undervisningsministeriet
- 1945 Otto Baches Legat